# Маркем (острів)
Маркем (англ. Markham Island) — невеликий острів у Східній Антарктиді, в морі Росса, біля берегів Землі Вікторії.

## Географія
Острів розташований у Східній Антарктиді, лежить у морі Росса, поблизу мису Оскар, в північній частині затоки Терра Нова, біля берега Скотта Землі Вікторії. 
Острів був відкритий у лютому 1900 року Британською антарктичною експедицією (1898–1900), що проходила під командуванням норвезького полярника Карстена Борхгревінка. Борхгревінк назвав острів на честь відомого англійського географа, дослідника та письменника Клемента Маркема, прагнучи тим самим зняти напруженість, що виникла раніше в їхніх відносинах, однак цей жест примирення не був прийнятий і оцінений.